# Toril
Toril – gmina w Hiszpanii, w prowincji Cáceres, w Estramadurze, o powierzchni 149,76 km². W 2011 roku gmina liczyła 183 mieszkańców.